# Фрайбург (Саксония-Анхалт)
Фра̀йбург (на немски: Freyburg, [ˈfʁaɪ̯ˌbʊʁk]) е град в централна Германия, част от окръг Бургенландкрайс в провинция Саксония-Анхалт. Населението му е около 4 700 души (2019).
Разположен е на 110 метра надморска височина в Средногерманските възвишения, на левия бряг на река Унструт и на 46 километра западно от Лайпциг. Селището възниква около основания през 1090 година замък Нойенбург, дългогодишно владение на влиятелния род на Лудовингите. Днес градът е известен като най-северния винарски център в Европа.

## Известни личности
Родени във Фрайбург
- Ернст Нойферт (1900 – 1986), архитект

Починали във Фрайбург
- Фридрих Лудвиг Ян (1778 – 1852), общественик